# Herman A. Affel
Herman Andrew Affel  (* 4. August 1893 in Brooklyn, New York City; † 13. Oktober 1972) war ein US-amerikanischer Elektrotechniker, Erfinder und Miterfinder des Koaxialkabels.
Er studierte Elektrotechnik am Massachusetts Institute of Technology. Hier war Arthur Edwin Kennelly Professor, dessen Assistent er wurde. 1916 veröffentlichten sie ihre Messungen zum Skineffekt bei Radio-Frequenzen. Diese Forschung wurde unterstützt von den Bell Labs. Als variable Frequenzquelle verwendeten sie einen Alexanderson Maschinensender mit 2 kW und 100 kHz bei 20.000 min−1.
Nach dem MIT arbeitete er bei den Bell Labs. Neben anderen Projekten erarbeitete er hier mit Lloyd Espenschied die Charakteristiken des Breitband-Koaxialkabels, zu dem sie 1929 ein Patent einreichten.
Er arbeitete auch an der Kombination des Koaxialkabels mit einem Mikrowellen-Relais.
Affel erwarb rund 40 Patente für verbesserte Sender und innovative Antennen. 2006 wurde er in der National Inventors Hall of Fame aufgenommen.